# ミヒャエル・ザンデルリング
ミヒャエル・ザンデルリング（Michael Sanderling, *1967年2月21日 - ）は、ドイツの指揮者・チェリスト。現在、フランクフルト高等音楽学校のチェロの教授であり、また欧米の多くのオーケストラにて客演指揮者としても活動している。

## 人物・来歴
東ベルリン出身。ハンス・アイスラー音楽大学ベルリンにおいてチェロをウィリアム・プリースとヨーゼフ・シュヴァープに師事。1987年にバルセロナのマリア・カナルス国際コンクールにおいて首位となる。学業を終えると、1988年から1992年までチェロ独奏者としてライプツィヒ・ゲヴァントハウス管弦楽団に、1994年から2006年まで客演チェロ奏者としてベルリン放送交響楽団に迎えられた。ソリストとしては、バイエルン放送交響楽団やベルリン・ドイツ交響楽団、ウィーン交響楽団、チューリッヒ・トーンハレ管弦楽団、パリ管弦楽団、ロサンジェルス・フィルハーモニックと共演している。また室内楽奏者として、ユリア・フィッシャーやマルティン・ヘルムヒェンと三重奏を行なってきたほか、ペーターゼン弦楽四重奏団やライプツィヒ弦楽四重奏団とも共演している。
指揮者としてのデビューは、2001年11月22日に、ベルリン・フィルハーモニー管弦楽団員によるベルリン室内管弦楽団の演奏会を指揮したときであり、以来その指揮に献身している。2003年よりドイツ弦楽フィルハーモニーの、2004年よりベルリン室内管弦楽団の首席指揮者、2006年にはポツダム室内アカデミーの首席指揮者兼芸術監督。2021年よりルツェルン交響楽団の首席指揮者。
1994年から1998年までベルリンで、2000年から2004年までベルンで講師としてチェロの指導に携わり、2011年から2019年にはドレスデン・フィルハーモニー管弦楽団の首席指揮者を務めた。

## 家族・親族
ミヒャエル・ザンデルリングは著名な音楽家一家の出自であり、父親は指揮者クルト・ザンデルリング、異母長兄トーマスと同母兄シュテファンも指揮者である。